# Huwajdżat Szinan
Huwajdżat Szinan (arab. حويجة شنان) – miejscowość w Syrii, w muhafazie Ar-Rakka. W 2004 roku liczyła 4358 mieszkańców.